# Grymuar

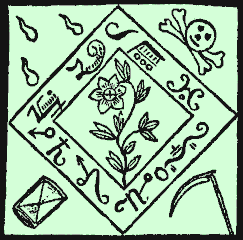
Projekt talizmanu zamieszczony w Czarnej kurze.

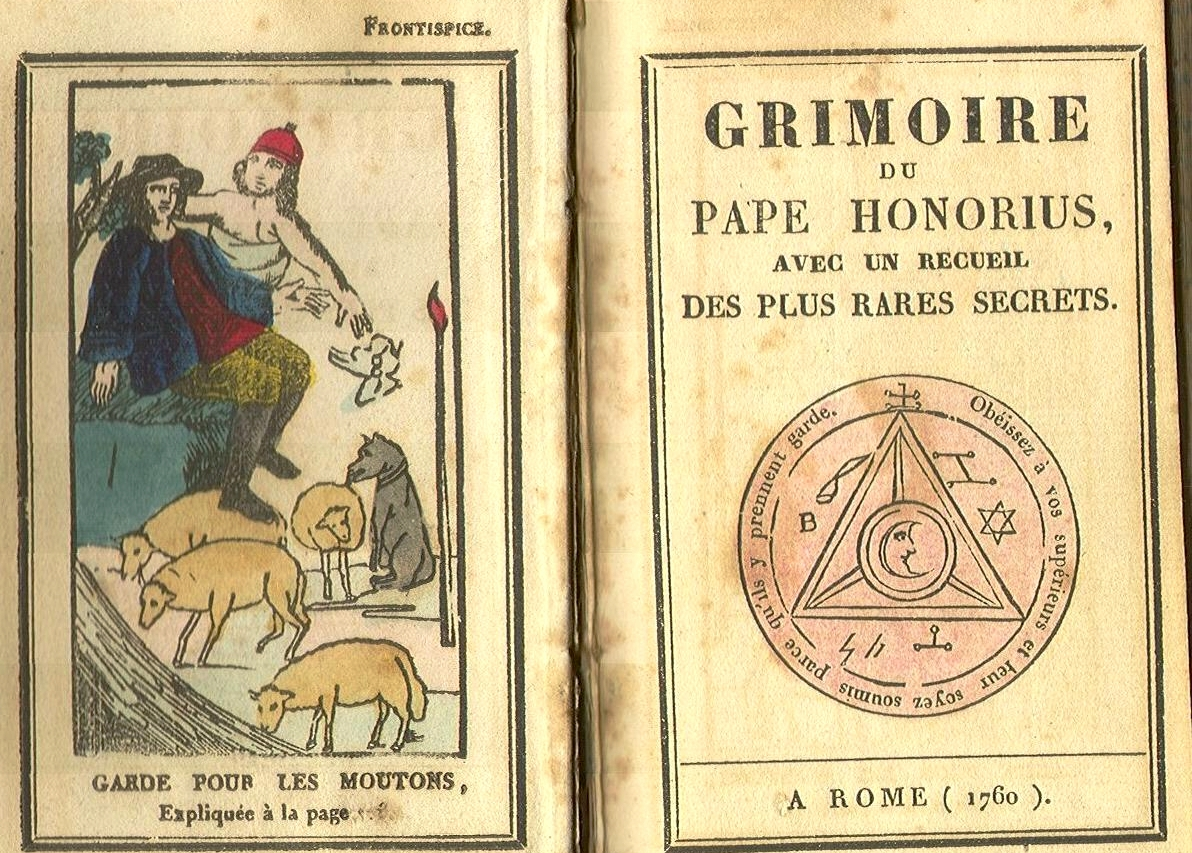
Księga Honoriusza, Rzym, 1760.

Grymuar (starofr. gramaire, fr. grimoire, śrdwłac. grammatica) – księga wiedzy magicznej, szczególnie bardzo stara. Najczęściej przez grymuary rozumie się księgi magiczne pisane od średniowiecza do XVIII wieku włącznie, dla nowszych dzieł okultystycznych nazwę tę stosuje się raczej przenośnie, dla starszych raczej błędnie. Etymologia słowa grimoire wywodzi się z francuskiego, co oznacza księga czarodziejska oraz nieczytelne pismo. Grymuary zawierają skrótową wiedzę astrologiczną, listy aniołów i demonów, zbiory zaklęć, wskazówki do wyrabiania talizmanów i przywoływania bytów duchowych i eterycznych (salamander, ondyn itp.).
Przez wieki dokonywano licznych fałszerstw i zmian tekstów grymuarów, co tłumaczy się odmienną strukturą wiedzy ezoterycznej. Do najbardziej znanych należą (tytuły ulegają licznym odmianom):
- Większy Klucz Salomona
- Mniejszy klucz Salomona
- Pseudomonarchia Daemonum
- Księga Świętej Magii Abramelina Maga
- VII Księga Mojżesza
- Picatrix
- Księga Honoriusza
- Grimorium Verum
- Libri tres de occulta philosophia Agrippy z Nattesheimu – mimo iż jest to w zasadzie renesansowa rozprawa naukowa teoretyczna, zwykle wymienia się ją, wraz z apokryficznym czwartym tomem jako jeden z najsławniejszych grymuarów.

Grymuary napisane w XIX wieku: 
- Czerwony Smok - Grand Grimoire
- Czarna kura
- liczne tzw. Księgi Mojżesza